# Personnels de la police technique et scientifique en France
En France, au sein de la Police nationale, les personnels de la police technique et scientifique (PTS) sont des agents publics (fonctionnaires) qui assurent les missions de police scientifique. Ils participent notamment aux activités de police judiciaire à travers la recherche des infractions, la détermination des responsabilités civiles et pénales, et l'identification des auteurs ou des victimes d'infractions, parfois également à la recherche de témoins. 
Le recrutement est géré par la direction centrale du recrutement et de la formation de la Police nationale (DCRFPN), en lien avec le service national de police scientifique dont ils relèvent fonctionnellement.
Les différents postes relèvent des trois catégories de la fonction publique française et dépendent du niveau d'étude : 
- Pour agent spécialisé (catégorie C), CAP.
- Pour technicien (catégorie B), DUT (niveau 5).
- Pour ingénieur (catégorie A), Master M2 ou plus (niveaux 7 ou 8).

## Agent spécialisé de la police technique et scientifique

### Recrutement
Depuis 2022, comme le prévoit le décret no 2022-197 du 17 février 2022, ce corps est placé en extinction. Il n'y a donc plus de recrutement dans ce corps. 
Jusqu'en 2021, il y avait pour l'accès au corps des agents deux concours, externe ou interne, sans études nécessaires particulières. 
Le concours externe était ouvert aux personnes remplissant les conditions générales d'accès à la fonction publique, titulaires d’un diplôme de niveau 3 (CAP, BEP…) ou en possession d’un titre ou d’une qualification reconnue comme équivalent, ou pouvant justifier de trois années d’activité dans la même catégorie socioprofessionnelle que celle d’agent spécialisé, et remplissant les conditions d’aptitude physique requises. 
Le concours interne était ouvert aux fonctionnaires et agents non titulaires des trois fonctions publiques justifiant d’un an de services publics au 1er janvier de l’année du concours.

### Missions
L’agent spécialisé de police technique et scientifique (PTS) travaille dans les laboratoires de police scientifique, dans les services régionaux ou locaux d’identité judiciaire ou dans les services locaux de police technique.
Participant à l’enquête de police judiciaire, il accomplit les missions de police technique et scientifique qui lui sont confiées par son chef de service, un officier de police judiciaire ou l’autorité judiciaire.
L'agent spécialisé de PTS participe à la recherche et à l’exploitation des traces et indices concourant à l’identification des auteurs d’infractions. Il participe aux constatations techniques portant sur ces infractions et apporte son soutien aux activités opérationnelles des policiers. 

### Formation initiale
Les agents spécialisés recrutés jusqu'en 2021 devaient suivre une formation initiale obligatoire, qui devait être suivie dans son intégralité.
Elle comprenait :
- un tronc commun relatif à l’environnement professionnel qui se déroulait à l'École nationale de police (ENP) de Nîmes. Celui-ci était organisé sur le principe de l'alternance de cours théoriques et de stages pratiques dans les services. Sa durée était de 8 semaines.
- une sensibilisation aux fondamentaux de la police technique et scientifique (module commun à tous les corps scientifiques). D'une durée de 5 jours, il se déroulait à Écully (69).
- une formation technique, suivie également à Écully, permettant aux agents d'être habilités et formés à la spécificité de leur premier poste. Sept types de formation, d'une durée variable, étaient proposés :
  - identité judiciaire niveau 2 (8 semaines),
  - police technique niveau 1 (2 semaines),
  - fondamentaux en informatique et traces technologiques (3 semaines),
  - module laboratoire (2 semaines),
  - traces en police technique (3 semaines ),
  - numérique pour les personnels titulaires de l'habilitation traces en police technique antérieure à 2005,
  - actualisation des connaissances pour les personnels affectés en identité judiciaire niveau 2.

### Affectations
L'agent spécialisé de la police technique et scientifique peut être affecté dans différents services, relevant soit de la sécurité publique, soit de la police judiciaire, dans un service régional d'informatique et de traces technologiques, ou au sein du service national de police scientifique.
Il peut également être affecté dans un laboratoire de police scientifique à Lille, Lyon, Marseille, Paris, Toulouse, ou au laboratoire de toxicologie de la préfecture de police de Paris.

### Rémunérations
| Statut                     | Salaire mensuel net région parisienne au 1er janvier 2018 |
| -------------------------- | --------------------------------------------------------- |
| Agent spécialisé           | de 2 052 à 2 391 €                                        |
| Agent spécialisé principal | de 2 151 à 2 618 €                                        |

## Technicien de la police technique et scientifique

### Recrutement
Ces fonctionnaires sont recrutés par concours. 

#### Conditions d'accès pour le concours externe (accessible à compter de 2022)
Ouvert au candidat :
- de nationalité française,
- titulaire d’un baccalauréat ou répondant à l’une des conditions suivantes :

| Équivalence de diplômes | Expérience professionnelle | Sans condition de diplôme |
| --- | --- | --- |
| Tout diplôme, titre de formation ou attestation établie par une autorité compétente prouvant que le candidat a accompli avec succès un cycle de formation au moins de mêmes niveaux et durée que ceux sanctionnés par les diplômes et titres requis, qu'ils soient nationaux ou étrangers (européens ou non). | Peuvent faire acte de candidature les personnes justifiant de 3 années d'activité dans la même catégorie socioprofessionnelle que celle de l'emploi postulé (domaine de la sécurité). 2 ans pour les titulaires d'un diplôme immédiatement inférieur à celui requis. | Aucune condition de diplôme requise aux : - mères et pères d'au moins 3 enfants qu'ils élèvent ou ont élevés effectivement; - sportifs de haut niveau. |

- de bonne moralité, le bulletin no 2 du casier judiciaire ne devant comporter aucune mention incompatible avec l'exercice des fonctions envisagées,

- en règle avec la législation sur le service national

- jouissant de leurs droits civiques,

- remplissant les conditions d'aptitude physique requises,

- titulaire du permis de conduire (catégorie B).

#### Condition d'accès pour le concours interne (accessible à compter de 2022)
Ouvert aux fonctionnaires ou agents publics de l’État, des collectivités territoriales et des établissements publics en relevant, ainsi qu’aux agents en fonction dans une organisation intergouvernementale, ayant accompli au moins quatre ans de services publics effectifs au 1er janvier de l'année du concours.

### Missions
Dans un laboratoire, il assiste les ingénieurs dans les analyses et examens techniques et scientifiques réalisés au sein de son unité. Il peut être amené à participer à la conception ainsi qu’à la validation de méthodes d’analyses et du matériel scientifique. Il a vocation à assurer l’encadrement, selon son grade, d’autres techniciens ainsi que des agents spécialisés de police technique et scientifique.
Dans les services d'identité judiciaire, il concourt à la recherche et à l’exploitation des traces et indices nécessaires à l’identification des auteurs d’infractions à la loi pénale, participe aux constatations techniques portant sur ces infractions et apporte son concours aux missions de soutien liées aux activités opérationnelles.
Dans les services régionaux de l’informatique et des traces technologiques, il effectue des travaux techniques notamment dans les domaines de la téléphonie mobile et de l’informatique.
Il peut également, dans son domaine de compétence, assurer un rôle d’encadrement d’unité spécialisée.
Le technicien peut collaborer à des actions de coopération internationale dans le cadre d’Interpol et de l’Union européenne.
Par son action, il contribue à la lutte contre le terrorisme et le crime organisé, mais aussi à la lutte contre la petite et la moyenne délinquance au quotidien.

### Formation initiale
Les techniciens nouvellement nommés et affectés dans les services de police doivent suivre une formation initiale obligatoire, qui doit être suivie dans son intégralité.
Elle comprend :
- un tronc commun relatif à l’environnement professionnel qui se déroule à l'École nationale de police (ENP) de Nîmes. Celui-ci est organisé sur le principe de l'alternance de cours théoriques et de stages pratiques dans les services. La durée du tronc commun est de 10 semaines.
- une sensibilisation aux fondamentaux de la police technique et scientifique (module commun à tous les corps scientifiques). D'une durée de 5 jours, il se déroule à Écully (69).
- une formation technique qui leur permettra d'être habilités et formés à la spécificité de leur premier poste. La durée de formation est variable. Ainsi, sept types de formation sont proposés à Écully :
  - identité judiciaire niveau 2 (8 semaines),
  - police technique niveau 1 (2 semaines),
  - fondamentaux en informatique et traces technologiques (3 semaines),
  - module laboratoire (2 semaines),
  - traces en police technique (3 semaines ),
  - numérique pour les personnels titulaires de l'habilitation traces en police technique antérieure à 2005,
  - actualisation des connaissances pour les personnels affectés en identité judiciaire niveau 2.

### Affectations
Le technicien PTS peut être affecté dans un service d'identité judiciaire ou en laboratoire.

### Premiers postes offerts
Le technicien de police technique et scientifique est affecté dans un service d'identité judiciaire relevant soit de la sécurité publique, soit de la police judiciaire, dans un service régional d'informatique et de traces technologiques, ou au sein du service national de police scientifique. 
Il peut également être affecté dans un laboratoire de police scientifique à Lille, Lyon, Marseille, Paris, Toulouse, ou au laboratoire de toxicologie de la préfecture de police de Paris.

### Spécialités et emplois
Les spécialités sont :
- balistique,
- biologie,
- chimie,
- documents et écritures manuscrites,
- électronique,
- hygiène et sécurité,
- identité judiciaire,
- informatique,
- mesures physiques,
- photographie,
- physique,
- qualité.

Elles s'exercent soit en laboratoire de police scientifique, soit en identité judiciaire, au sein d'un service relevant de la sécurité publique ou de la police judiciaire.
Au service local de police technique d'un commissariat, le technicien est responsable du service. A ce titre, il gère les crédits de fonctionnement et participe à la réalisation de tous travaux techniques. 
Au service régional d'identité judiciaire, le technicien peut être responsable d'une unité technique.
Dans un laboratoire de police scientifique, il assiste les ingénieurs et participe à tous travaux scientifiques et techniques.

### Rémunérations
| Statut               | Salaire mensuel net région parisienne au 1er janvier 2018 |
| -------------------- | --------------------------------------------------------- |
| Technicien           | De 2 160 à 2 773 €                                        |
| Technicien principal | De 2 245 à 2 948 €                                        |
| Technicien en chef   | De 2 464 à 3 209 €                                        |

## Ingénieur de la police technique et scientifique

### Recrutement

#### Conditions d'accès pour le concours externe sur titres et travaux
Ouvert aux candidats :
- de nationalité française,
- titulaires d’un diplôme d’ingénieur, d’un autre diplôme de niveau 7 ou 8 ou d’une qualification reconnue équivalente à l’un de ces diplômes. Sont également admis tout titre ou diplôme étranger (européen ou non) équivalent ou toute attestation établie par une autorité compétente prouvant que le candidat a accompli avec succès un cycle de formation au moins de même niveau et durée que ceux sanctionnés par les diplômes et titres requis. Peuvent faire acte de candidature les personnes justifiant de 3 années d’activité dans la même catégorie socioprofessionnelle que celle de l’emploi postulé (2 ans pour les titulaires d’un diplôme immédiatement inférieur à celui requis)

Nota : les mères et pères de famille d'au moins trois enfants qu'ils élèvent ou ont élevé effectivement ainsi que les sportifs de haut niveau peuvent faire acte de candidature sans condition de diplôme.
- de bonne moralité, le bulletin no 2 du casier judiciaire ne devant comporter aucune mention incompatible avec l'exercice des fonctions envisagées,
- en règle avec la législation sur le service national,
- jouissant de leurs droits civiques,
- remplissant les conditions d’aptitude physique requises.

#### Conditions d'accès pour le concours interne
Peuvent faire acte de candidature les fonctionnaires et agents non titulaires de l’État, des collectivités territoriales et des établissements publics qui en dépendent, les militaires ainsi que les agents en fonction dans une organisation intergouvernementale, justifiant d’au moins quatre ans de services publics au 1er janvier de l’année du concours.

#### Conditions d'accès concours réservé aux candidats ayant une expérience professionnelle dans le secteur privé
Peuvent faire acte de candidature les candidats qui, au 1er janvier de l'année de concours, justifient d'au moins 5 années d'expérience professionnelle privée dans la spécialité correspondante. Les candidats constituent lors de leur inscription au concours un dossier de reconnaissance des acquis de l'expérience professionnelle, dans la spécialité choisie. Cela leur permet de présenter leur parcours professionnel, en particulier leurs activités actuelles, en exposant les principales missions exercées illustrées par des travaux et études personnelles et les compétences mises en œuvre ainsi que leurs éventuelles fonctions d'encadrement.

### Formation initiale
Les ingénieurs nouvellement nommés et affectés dans les services de police doivent suivre une formation initiale obligatoire, qui doit être suivie dans son intégralité.
Elle comprend :
- un tronc commun relatif à l’environnement professionnel qui se déroule à l'école nationale de police (ENP) de Nîmes . Celui-ci est organisé sur le principe de l'alternance de cours théoriques et de stages pratiques dans les services. La durée du tronc commun est de 10 semaines.
- une sensibilisation aux fondamentaux de la police technique et scientifique (module commun à tous les corps scientifiques). D'une durée de 5 jours, il se déroule à Écully (69).
- une formation technique qui leur permettra d'être habilités et formés à la spécificité de leur premier poste. La durée de formation est variable. Ainsi, sept types de formation sont proposés à Écully :
  - identité judiciaire niveau 2 ( 8 semaines),
  - police technique niveau 1 ( 2 semaines),
  - fondamentaux en informatique et traces technologiques ( 3 semaines),
  - module laboratoire ( 2 semaines),
  - traces en police technique ( 3 semaines ),
  - numérique pour les personnels titulaires de l'habilitation traces en police technique antérieure à 2005,
  - actualisation des connaissances pour les personnels affectés en identité judiciaire niveau 2.

### Affectations
L'ingénieur de police technique et scientifique est affecté dans l'un des cinq laboratoires de police scientifique.

### Les premiers postes offerts
L'ingénieur de police technique et scientifique est affecté dans l'un des cinq laboratoires de police scientifique (Lille, Lyon, Marseille, Paris, Toulouse) ou au laboratoire de toxicologie de la préfecture de police de Paris. Il peut également exercer ses fonctions au sein du service central des laboratoires situé à Écully (69). 
L'ingénieur peut également être affecté au service national de police scientifique, à la DCPJ ou à la DCSP.
Au cours de sa carrière, l'ingénieur peut changer de section sur la base de sa spécialité d'origine.
Par exemple, un chimiste peut passer de la section « stupéfiants » à la section « toxicologie » ou à la section « incendies/explosions ». 
L'ingénieur peut être nommé expert près la Cour d'appel.

### Spécialités et emplois
- balistique,
- biologie,
- chimie,
- dactyloscopie,
- documents,
- électronique,
- gestion documentaire et documentation scientifique,
- hygiène et sécurité,
- informatique,
- phonétique,
- photographie,
- physique,
- qualité,
- sciences et vie de la terre,
- télécommunications,
- toxicologie,
- traitement du signal.

### Régimes et horaires
Conformément à la réglementation relative à l'aménagement et à la réduction du temps de travail au sein de la police nationale, le régime horaire applicable est fonction du service dans lequel l'ingénieur de police technique et scientifique est affecté et du poste occupé, soit généralement 40 h 30 de travail hebdomadaire.
Ce régime horaire donne droit à l'attribution d'un crédit annuel de jours de repos compensateurs, dits « jours ARTT ».
L'ingénieur peut être amené à tenir des permanences ou à être d'astreinte.
Celui qui occupe des postes à responsabilités particulières conformes aux dispositions de l'article 10 du décret du 25 août 2000, peut opter pour ce régime défini dans cet article. Il dispose alors librement des jours ARTT utilisables tout au long de l'année civile.

### Congés
Le nombre de jours de congés annuels auquel peut prétendre un ingénieur de la police technique et scientifique est de 25 jours par année civile, auxquels s'ajoutent éventuellement un ou deux jours de compensation pour des congés pris entre le 1er novembre et le 30 avril.
Un compte épargne temps peut être ouvert pour comptabiliser les congés qui n'ont pas été pris.

### Rémunérations
| Statut                   | Salaire net mensuel région parisienne au 1er janvier 2018 |
| ------------------------ | --------------------------------------------------------- |
| Ingénieur                | De 2 468 à 3 553 €                                        |
| Ingénieur principal      | De 3 306 à 4 263 €                                        |
| Ingénieur en chef        | De 3 911 à 5 081 €                                        |
| Chef de service          | De 4 531 à 5 701 €                                        |
| Directeur de laboratoire | De 4 664 à 6 200 €                                        |